# Pistol (film)
|  | Denne artikel er oprettet af botten Steenthbot ud fra en ekstern database. Den kan derfor have sproglige fejl eller mangler. Denne skabelon kan fjernes efter kontrol af indholdet. |

Pistol er en dansk kortfilm fra 2016 instrueret af Andreas Thaulow.

## Medvirkende
- Bilal Mahdaovi, Bilal
- Ernesto Piga Carbone, Far
- Morten Hee Andersen, Røver
- Hakeem Hamil Ali, Dreng